# Rødekro Cykle Club
Rødekro Cykle Club er en dansk cykelklub fra Rødekro. Den blev grundlagt i 1973, og har i dag landevejscykling, mountainbike og gravel på programmet. Klubben har siden 1974 arrangeret Meldgaardløbet.

## Historie
Idrætslærer Bent Nielsen fra Rødekro Skole trænede basketball i Rødekro Idrætsforening, men han var mere interesseret i cykelsport, og ønskede at stifte en cykelklub i byen. Men i idrætsforeningen var der ikke stemning for dette, da blandt andet følgende ord kom fra et bestyrelsesmedlem: "Og så har jeg hørt, at en eller anden skør lærer vil starte en cykelklub - som om vi ikke har sport nok her i byen?". Så den 7. maj 1973 blev Rødekro Cykle Club stiftet som en selvstændig forening. Året efter afholdte klubben for første gang Meldgaardløbet, der i dag er blevet Aabenraa Kommunes største sportsbegivenhed, med cirka 600 deltagere fra ind- og udland. I 1978 afholdte man DM i cykelcross.
I midten af 1980’erne var klubben den femtestørste målt på antallet af konkurrence- og licensryttere blandt medlemmerne. Rødekro Cykle Club har gennem årene afholdt forskellige danmarksmestermesterskaber, nordiske mesterskaber, mange gadeløb, samt motionsløbet Løjt Land Rundt. Da klubben i 2023 havde 50 års jubilæum, var det 48. gang der blevet afholdt Meldgaardløbet, efter at det på grund af coronaviruspandemien blev aflyst i 2020.